# Route nationale 6 (Guinée)
Pour les articles homonymes, voir Route nationale 6.
La route nationale 6 (N6) est une route de Guinée allant de Kissidougou jusqu'à Kourémalé à la frontière entre la Guinée et le Mali.
Sa longueur est de 397 km.

## Tracé
- Kissidougou
- Yalakoro
- Tokounou
- Kankan
- Niandankoro
- Siguiri
- Kourémalé
- Frontière entre la Guinée et le Mali

## Galerie

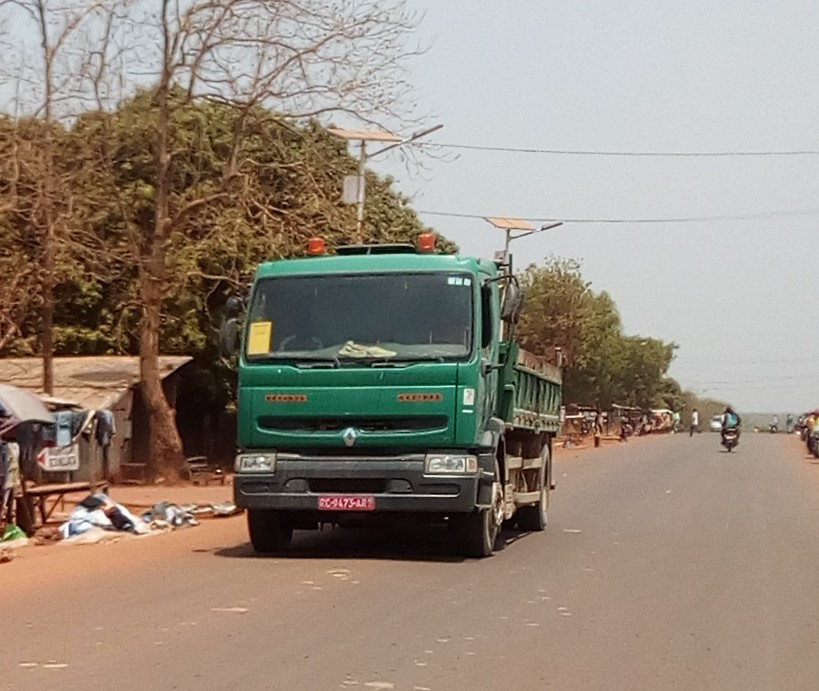
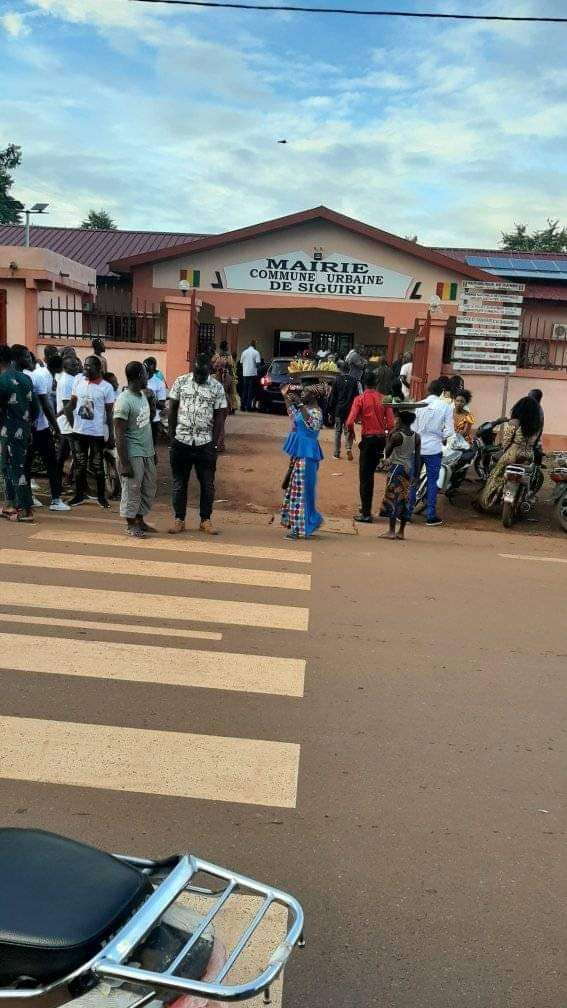